# Contre-histoire des États-Unis
 (mars 2024).
La mise en forme du texte ne suit pas les recommandations de Wikipédia : il faut le « wikifier ».
Les points d'amélioration suivants sont les cas les plus fréquents. Le détail des points à revoir est peut-être précisé sur la page de discussion.
- Les titres sont pré-formatés par le logiciel. Ils ne sont ni en capitales, ni en gras.
- Le texte ne doit pas être écrit en capitales (les noms de famille non plus), ni en gras, ni en italique, ni en « petit »…
- Le gras n'est utilisé que pour surligner le titre de l'article dans l'introduction, une seule fois.
- L'italique est rarement utilisé : mots en langue étrangère, titres d'œuvres, noms de bateaux, etc.
- Les citations ne sont pas en italique mais en corps de texte normal. Elles sont entourées par des guillemets français : « et ».
- Les listes à puces sont à éviter, des paragraphes rédigés étant largement préférés. Les tableaux sont à réserver à la présentation de données structurées (résultats, etc.).
- Les appels de note de bas de page (petits chiffres en exposant, introduits par l'outil «  Source ») sont à placer entre la fin de phrase et le point final[comme ça].
- Les liens internes (vers d'autres articles de Wikipédia) sont à choisir avec parcimonie. Créez des liens vers des articles approfondissant le sujet. Les termes génériques sans rapport avec le sujet sont à éviter, ainsi que les répétitions de liens vers un même terme.
- Les liens externes sont à placer uniquement dans une section « Liens externes », à la fin de l'article. Ces liens sont à choisir avec parcimonie suivant les règles définies. Si un lien sert de source à l'article, son insertion dans le texte est à faire par les notes de bas de page.
- La présentation des références doit suivre les conventions bibliographiques. Il est recommandé d'utiliser les modèles {{Ouvrage}}, {{Chapitre}}, {{Article}}, {{Lien web}} et/ou {{Bibliographie}}. Le mode d'édition visuel peut mettre en forme automatiquement les références.
- Insérer une infobox (cadre d'informations à droite) n'est pas obligatoire pour parachever la mise en page.

Pour une aide détaillée, merci de consulter Aide:Wikification.
Si vous pensez que ces points ont été résolus, vous pouvez retirer ce bandeau et améliorer la mise en forme d'un autre article.
Une Contre-histoire des États-Unis écrit par l'historienne Roxanne Dunbar-Ortiz et publié à l'origine par Beacon Press sous le nom de "An Indigenous Peoples' History of the United States" n'est pas un livre fictionnel. Il s'agit du troisième Tome de la série de six livres "ReVisioning" qui reconstruisent et réinterprètent l'histoire des États-Unis du point de vue des peuples marginalisés. Le 23 juillet 2019, la même presse publie "An Indigenous Peoples' History of the United States for Young People" , une adaptation par Jean Mendoza et Debbie Reese du volume original de Dunbar-Ortiz.
Ce livre est né en débattant avec l'historien Howard Zinn de son Une histoire populaire des États-Unis, premier ouvrage à retracer l'histoire par le bas. Roxanne Dunbar-Ortiz déplora que Zinn ne se départ pas d'une mythologie forgée de toutes pièces, d'un point de vue eurocentré. Howard Zinn l'encouragea alors à écrire son propre ouvrage et rétablir au mieux cette réalité.
L'édition Française, chez Wildproject, possède en plus une préface de son traducteur : Pascal Menoret, anthropologue et historien.

## Synopsis
Une Contre-histoire des États-Unis décrit et analyse une période de quatre cents ans de luttes autochtones complexes contre la colonisation des Amériques. Le livre met en lumière les conflits, les guerres, les stratégies autochtones et les sites de résistance qui en résultent.
Le contenu du livre, réparti dans de nombreux chapitres chronologiques, remet en question ce que Dunbar-Ortiz énonce comme la mythologie fondatrice des États-Unis en plein essor, renforcée au XIXe siècle par le concept de destinée manifeste et la doctrine de la découverte. Dunbar-Ortiz cherche à montrer « comment la politique contre les peuples autochtones était colonialiste et conçue pour s'emparer des territoires des habitants d'origine, en les déplaçant ou en les éliminant ». Le livre détaille comment cette mythologie est née des impératifs du colonialisme de peuplement. Il décrit graphiquement la saisie des territoires des habitants d'origine, puis leur déplacement et leur élimination par le biais de pratiques génocidaires telles que le mouvement pour tuer l'Indien, sauver l'homme.
Une Contre-histoire des États-Unis détaille comment ces politiques, pratiques et valeurs se sont manifestées dans les rangs de l'armée américaine jusqu'aux plus hautes fonctions du gouvernement. Il décrit également la prédominance des pratiques et valeurs anti-autochtones célébrées dans la culture populaire aux XIXe et XXe siècles à travers des écrivains comme James Fenimore Cooper, notamment dans son roman Le Dernier des Mohicans et ses interprétations cinématographiques ; Henry David Thoreau ; Walt Whitman ; et dans le très populaire Naissance d'une nation de DW Griffith.
Le livre est dédié à Jack D. Forbes, Vine Deloria Jr. et Howard Adams.

## Résumés des chapitres

### Introduction: Cette terre
Dans l'introduction, Dunbar-Ortiz dévoile son ambition : « Comment la reconnaissance de la réalité de l'histoire des États-Unis pourrait-elle contribuer à transformer la société ? C'est la question centrale que poursuit ce livre. »
"Ce livre tente de raconter l'histoire des États-Unis en tant qu'État colonial qui, à l'instar des États européens colonialistes, a écrasé et soumis les civilisations originelles dans les territoires qu'ils gouvernent aujourd'hui. Les peuples autochtones, désormais dans une relation coloniale avec les États-Unis, ont habité et prospéré pendant des millénaires avant d'être déplacés vers des réserves fragmentées et économiquement décimés. »
Dunbar-Ortiz affirme que la réalité de l'histoire des politiques et des actions américaines envers les peuples autochtones est une réalité de l'impérialisme colonial et que cette réalité est inhérente au mythe de l'origine nationale des États-Unis : les colons puritains avaient conclu une alliance avec Dieu pour prendre la terre, et la base du mythe de Colomb réside dans la doctrine de la découverte. Elle décrit comment le système de colonialisme de peuplement dépend de la force, de la violence et du génocide, et conclut que l’histoire des États-Unis ne peut être comprise sans aborder ce fait.
Dans l’introduction, Dunbar-Ortiz discute également des approches changeantes adoptées par les spécialistes de l’histoire face à ces faits, et conclut qu’ils n’ont pas réussi à comprendre cette histoire parce qu’ils n’ont pas réussi à appliquer un cadre colonial dans leurs approches.

### Un: Suivez le maïs
Dunbar-Ortiz appuie son affirmation selon laquelle « l'Amérique du Nord en 1492 n'était pas une nature sauvage vierge mais un réseau de nations autochtones... » avec sa description des réalisations agricoles et technologiques, des structures de gouvernance, des réseaux commerciaux et des pratiques d'intendance des terres entre les civilisations autochtones pendant des siècles avant l'arrivée des Européens.

### Deux: La culture de la conquête
Dunbar-Ortiz retrace le développement de la culture européenne de conquête et de colonisation au cours des siècles précédant l'arrivée des Européens dans les Amériques. Les Croisades sont la clé de son analyse ; la papauté ordonnant aux mercenaires d'écraser les païens domestiques, les femmes, les sorcières et les hérétiques ; l'émergence du concept de propriété foncière privée par clôture des communs et privatisation des terres ; l'utilisation de populations déplacées pour coloniser les Treize Colonies avec la promesse de terres ; l'émergence de l'idéologie suprémaciste blanche des croisades et des plantations d'Irlande, et l'utilisation de cette idéologie pour neutraliser le conflit de classe entre les terriens et les sans-terre en donnant aux sans-terre les terres confisquées dans les colonies. D'autres facteurs identifiés comme contribuant à la culture de conquête sont la conviction protestante d'être un peuple élu fondateur d'une « Nouvelle Jérusalem », et la transition des guerres de religion vers les guerres génocidaires. Dans ce chapitre, elle remet également en question le récit final consensuel des spécialistes de l’histoire.

### Troisième: Le culte de l'alliance
Dunbar-Ortiz fait un échange entre différents points de vue
- Le mythe selon lequel l'Amérique du Nord était une nature sauvage primitive à l'arrivée des Européens
- Le rôle des idéologies du pacte et de l'exceptionnalisme dans la colonisation britannique des Amériques
- Les parallèles entre les plantations d'Irlande et la colonisation européenne des Amériques
- Le rôle des colons écossais-irlandais et leurs doctrines de l'alliance calviniste dans la poussée du colonialisme de peuplement dans la région de la vallée de la rivière Ohio
- La transformation de terres autochtones sacrées en biens immobiliers marchandisés

### Quatre: Des empreintes de sang
Dunbar-Ortiz décrit comment la guerre a été menée contre les peuples autochtones d'Amérique du Nord par les milices de colons à l'époque coloniale, en commençant par les guerres menées par la colonie de Virginie contre les Powhatan au XVIIe siècle. Elle inclut des descriptions de la violence extrême infligée aux communautés civiles, de l'utilisation de chefs militaires mercenaires qui avaient combattu dans les guerres de religion européennes et de la pratique de primes pour les scalps qui avait un précédent lors des plantations d'Irlande.

### Cinq: Naissance d'une nation
Dunbar-Ortiz commence par attribuer l'origine du droit du deuxième amendement de détenir et de porter des armes au rôle des raids des milices de colons contre les communautés autochtones et aux patrouilles d'esclaves. Elle décrit ensuite les événements et les personnalités marquantes des affrontements entre les milices de colons et les habitants autochtones de la vallée de l'Ohio et du vieux sud-ouest. À la fin du chapitre, elle déclare que les méthodes de guerre pratiquées pendant cette période ont continué à être utilisées dans les guerres contre les peuples autochtones à l'ouest du Mississippi, contre les civils durant la guerre civile américaine et dans les interventions militaires américaines ultérieures aux Philippines, à Cuba et en Amérique centrale. Amérique, Corée, Vietnam, Irak et Afghanistan.

### Six: Le Dernier des Mohicans et la république blanche dʼAndrew Jackson
Dunbar-Ortiz raconte le rôle d'Andrew Jackson dans les guerres d'anéantissement contre les peuples autochtones à l'est du Mississippi, de 1801, lorsqu'il commandait la milice du Tennessee, jusqu'à ses années en tant que président des États-Unis. L'autre sujet majeur de ce chapitre est ce que Dunbar-Ortiz décrit comme la « réinvention de la naissance des États-Unis » dans les romans de James Fenimore Cooper et d'autres écrivains de cette époque. Elle critique également la façon dont certains historiens ont interprété Jackson, renforçant son argument avec une citation du biographe de Jackson, Michael Paul Rogin : « Les historiens… n'ont pas réussi à placer les Indiens au centre de la vie de Jackson. Ils ont interprété l’ère de Jackson sous tous les angles, sauf la destruction indienne, celle à partir de laquelle elle s’est réellement développée historiquement.

### Sept: Dʼun océan à lʼautre, étincelant
En décrivant les événements qui ont précédé et pendant la guerre américano-mexicaine, Dunbar-Ortiz couvre :
- Traitement espagnol des peuples autochtones avant l'indépendance du Mexique
- les premières intrusions américaines dans le territoire cédé après la guerre, notamment :
- l'expédition de Zebulon Pike qui traversa le territoire espagnol, 1806-1807
- Arrivée des commerçants américains à Taos dans les années 1820
- arrivée des colons américains au Texas dans les années 1820
- Présence américaine en Californie au début des années 1840

Dans ce chapitre, Dunbar-Ortiz souligne également que le statut d'État dans les territoires de l'achat de la Louisiane et les terres cédées par le Mexique ne pourrait être obtenu que lorsque les colons seraient plus nombreux que la population autochtone, ce qui nécessiterait « la décimation ou le déplacement forcé des populations autochtones » ; et elle oppose le rôle des peuples autochtones dans la guerre d'indépendance américaine, où ils ont été ciblés par l'armée continentale comme des ennemis, avec leur rôle dans les guerres d'indépendance hispano-américaines, où ils ont souvent participé aux luttes pour l'indépendance de l'Espagne.

### Huit: «Pays indien»
Dunbar-Ortiz étudie les guerres génocidaires à l'ouest du fleuve Mississippi pendant et après la guerre civile américaine, ainsi que les politiques fédérales ayant un impact négatif sur les peuples autochtones au cours de cette période, notamment :
- Actes du Congrès supprimant les terres autochtones, y compris le Homestead Act de 1862 et les lois transférant des terres aux États et aux compagnies de chemin de fer privées
- Une législation mettant un terme à la conclusion de traités formels
- La destruction du bison d'Amérique
- Le rôle des capitalistes marchands et industriels
- Le massacre de Wounded Knee en 1890
- La politique d’ assimilation et d’attribution des terres collectives

Elle évoque également l'histoire de la résistance : les Cheyennes en 1878, les Nez Percés en 1877 et les Apaches en 1850-86 ; ainsi que la résistance aux attributions des Indiens Cherokee, Muskogee Creeks, Hopi et Pueblo.

### Neuf: Triomphalisme et colonialisme en temps de paix
Dunbar-Ortiz décrit les parallèles entre les méthodes militaires américaines utilisées contre les peuples autochtones et celles utilisées outre-mer de 1798 à 1919, en s'appuyant sur des exemples de campagnes menées dans des pays du monde entier et en affirmant que ces engagements visaient « à sécuriser les marchés et les ressources naturelles, à développer pouvoir impérialiste pour protéger et étendre la richesse des entreprises. » Elle décrit également la politique fédérale à l'égard des peuples autochtones sous les administrations de Franklin D. Roosevelt, Harry S. Truman et Dwight D. Eisenhower. Elle termine le chapitre en discutant de l'impact de la montée des mouvements de défense des droits civiques et des mouvements mondiaux de décolonisation sur les mouvements de résistance autochtones, ainsi que la réponse de la CIA aux mouvements de libération nationale.

### Dix: La prophétie de la danse des esprits: une nation arrive
Ce chapitre s'ouvre avec des commentaires sur les politiques des administrations Kennedy et Nixon concernant les peuples autochtones, suivis d'une discussion sur les actions de résistance, notamment :
- Les luttes pour le retour de Paha Sapa (Black Hills)
- L'occupation d'Alcatraz
- La fondation de la D-Q University
- La fondation de l'American Indian Movement et d'autres organisations
- L'incident de Wounded Knee

Dunbar-Ortiz clôt le chapitre avec un récapitulatif de l'histoire des Sioux de 1805 à 1973 et en établissant des parallèles entre le massacre de Wounded Knee en 1890 et le massacre de Mỹ Lai en 1968.

### Onze: La Doctrine de la Découverte
Dunbar-Ortiz décrit les origines et l'application de la doctrine de la découverte, depuis une bulle papale publiée en 1455 jusqu'au traité de Tordesillas de 1494 divisant le monde entre l'Espagne et le Portugal ; l'adoption ultérieure de la doctrine par d'autres monarchies européennes puis par la République française ; son adoption dans le droit américain par l'affirmation de Thomas Jefferson (secrétaire d'État des États-Unis en 1792) selon laquelle la doctrine était le droit international applicable aux États-Unis, et la reconnaissance de la doctrine par la Cour suprême des États-Unis en 1823.
En adoptant une vision à long terme de l'histoire, Dunber-Ortiz retrace ensuite la séquence commençant par la formation des États-nations européens par l'autodétermination, en passant par l'impérialisme pour sécuriser les ressources et la main-d'œuvre, jusqu'à l'industrialisation, puis la décolonisation, et le retour à l'autodétermination, cette fois dans les territoires décolonisés. Tout en notant la distinction entre le concept autochtone de nation et de souveraineté par rapport au modèle ouest-européen.
Ce chapitre traite également des activités aux Nations Unies, telles que la création du Conseil international des traités indiens, la Conférence de 1977 sur les Indiens des Amériques et la Déclaration sur les droits des peuples autochtones. Il décrit ensuite comment l'étude des Nations Unies sur les traités, achevée en 1999, a été utilisée pour renforcer les revendications autochtones en matière de restauration, de restitution et de rapatriement des terres, comme dans l'affaire Cobell c. Salazar et le procès Black Hills.

### Conclusion: L'avenir des États-Unis
Le chapitre final s'appuie sur Imperial Grunts de Robert Kaplan dans sa discussion sur les parallèles entre les « guerres indiennes » et les actions étrangères plus récentes des États-Unis. Il se termine en posant les questions suivantes : « Comment alors la société américaine peut-elle accepter son passé ? Comment peut-elle reconnaître sa responsabilité ? Dunbar-Ortiz répond aux questions :

« That process rightfully starts by honoring the treaties the United States made with Indigenous nations, by restoring all sacred sites, starting with the Black Hills and including most federally held parks and land and all stolen sacred items and body parts, and by payment of sufficient reparations for the reconstruction and expansion of Native nations. ... For the future to be realized, it will require extensive educational programs and the full support and active participation of the descendants of settlers, enslaved Africans, and colonized Mexicans, as well as immigrant populations. »

## Réception

### Commentaires
Parmi les différentes analyses, les problèmes et les tensions du début du XXIe siècle aux États-Unis ont été mis en évidence. La presse autochtone et d'autres médias incluant régulièrement l'actualité autochtone ont publié des critiques, telles que le Tribal College Journal, et The Santa Fe New Mexican.
Un critique de CounterPunch a écrit que ce livre « sera d'une grande valeur pour ceux qui découvrent pour la première fois la perspective autochtone ainsi que pour quelqu'un comme moi qui lit et écrit sur les peuples autochtones depuis vingt-cinq ans ».
Publishers Weekly a trouvé le livre complet, notant que « Dunbar-Ortiz rassemble toutes les accusations portées contre les Américains blancs au fil du temps, et elle le fait en soulevant de nouvelles questions intelligentes sur bon nombre des tendances actuelles du monde universitaire, telles que le multiculturalisme ».
Le San Francisco Chronicle a écrit que le livre était d'une importance comparable à Enterre mon cœur à Wounded Knee de Dee Brown et a constaté qu'il « synthétise un vaste corpus de connaissances, en grande partie émanant des Indiens eux-mêmes, et fournit un antidote au travail des historiens qui ont rationalisé la colonisation de l’Occident et la « civilisation » des Indiens ».
Extrait d'une critique du Summit Daily : « Impérialisme », « colonialisme de peuplement », « génocide » et « vol de terres » sont tous des mots qui comptent lorsqu'on écrit et étudie cette histoire. Tout au long de son livre, elle souligne à plusieurs reprises l’importance d’être honnête et précise face aux réalités souvent laides du passé de cette nation.
Kirkus Reviews a donné une critique négative, son critique écrivant que « l'auteur dit peu de choses qui n'ont pas été dites auparavant, mais elle contient une mine d'hypothèses idéologiques dans presque chaque page ». La revue critique comme inexactes les affirmations selon lesquelles l'expression militaire « dans le pays » dérive de l'expression militaire « pays indien » et l'affirmation selon laquelle tous les Espagnols du Nouveau Monde étaient « obsédés par l'or ». La revue ajoute que « les sites ancestraux Puebloan montrent des preuves de cannibalisme et de torture, ce qui souligne le fait gênant que l'Amérique du Nord n'était pas un Eden avant l'arrivée des Européens ».

### Prix
La reconnaissance de la valeur du livre s'est également manifestée sous la forme d'éloges et de récompenses telles que celle décernée par Robin DG Kelley, auteur de Freedom Dreams , suggérant qu'il s'agit du livre le plus important sur le sujet de l'histoire des États-Unis. En 2015, il a reçu l'American Book Award et le PEN Oakland-Josephine Miles Award pour "Excellence in Literature".

### Listes de lecture et extraits
La Human Rights Campaign a recommandé la lecture et les discussions sur le livre comme un moyen de gérer Thanksgiving de manière responsable. Le livre a également été inclus dans les listes de lectures recommandées par Business Insider, Patch, BookRiot, et Oxfam America.
Salon a publié un extrait à ce sujet le jour de Columbus.